# Alexander Ivanovich Mikhailov
Alexander Ivanovich Mikhailov (Zemetchino, 6 de dezembro de 1905 — Moscou, 6 de fevereiro de 1988) foi um importante teórico ligado a Ciência da informação e principal pesquisador ligado a "vertente" soviética dessa ciência.
Formou-se em 1932 no Instituto Mendeleyev em Moscou, seguindo por uma carreira bem sucedida na engenharia de aviões e caças soviéticos durante as décadas de 40 e 50. No inicio dos anos 1950, teve importante participação na criação e desenvolvimento do Vserosiisky Institut Nachnoi I Tekhnichesloy Informatsii, ou VINITI, um dos principais órgãos soviéticos de pesquisa, sendo diretor desse instituto entre 1956 a 1988.
Por duas vezes vice diretor da Federação Internacional de Documentação (FID) (1969-1976 e entre 1981-1988), foi o principal e mais influente teórico russo a tratar da questão da produção e gestão da informação, não só dentro da então URSS mas de parte considerável do extinto bloco socialista. Mesmo depois do fim da URSS, muito de sua teoria ainda era estudada e analisada em países como Cuba e Índia.
Em seus estudos e publicações, entre as décadas de 50 e 80, aprimorou e desenvolveu a Informatika, um conceito que se desenvolveu dentro do leste europeu no final dos anos 1940. A partir desse conceito, o autor estudava as principais características e princípios da informação científica e questões ligadas à organização e manutenção desse tipo de informação. Mikhailov analisou também o carater interdisciplinar da Informatika e o impacto das novas tecnologias no profissional ligado ao estudo e pesquisa da informação.
Suas duas principais obras são Fundamentos da Informatika (Osvony Informatiki), publicado em 1968, e Comunicação Científica e Informatika (Nauchnye Kommunikacii i Informatika), publicado em 1976, ambas com a colaboração dos autores Arkadii Chernyi e Rudhzero Gilyarevskyi.